# Kokoláta
Kokoláta (Kokolata Argostoliou, Kokolata) är en ort i Grekland.   Den ligger i prefekturen Nomós Kefallinías och regionen Joniska öarna, i den sydvästra delen av landet, 280 km väster om huvudstaden Aten. Kokoláta ligger 139 meter över havet och antalet invånare är 176. Den ligger på ön Kefalonia Island.
Terrängen runt Kokoláta är varierad. Havet är nära Kokoláta åt sydväst. Närmaste större samhälle är Argostoli, 5,6 km nordväst om Kokoláta. 